# Incantesimi di Merseburgo

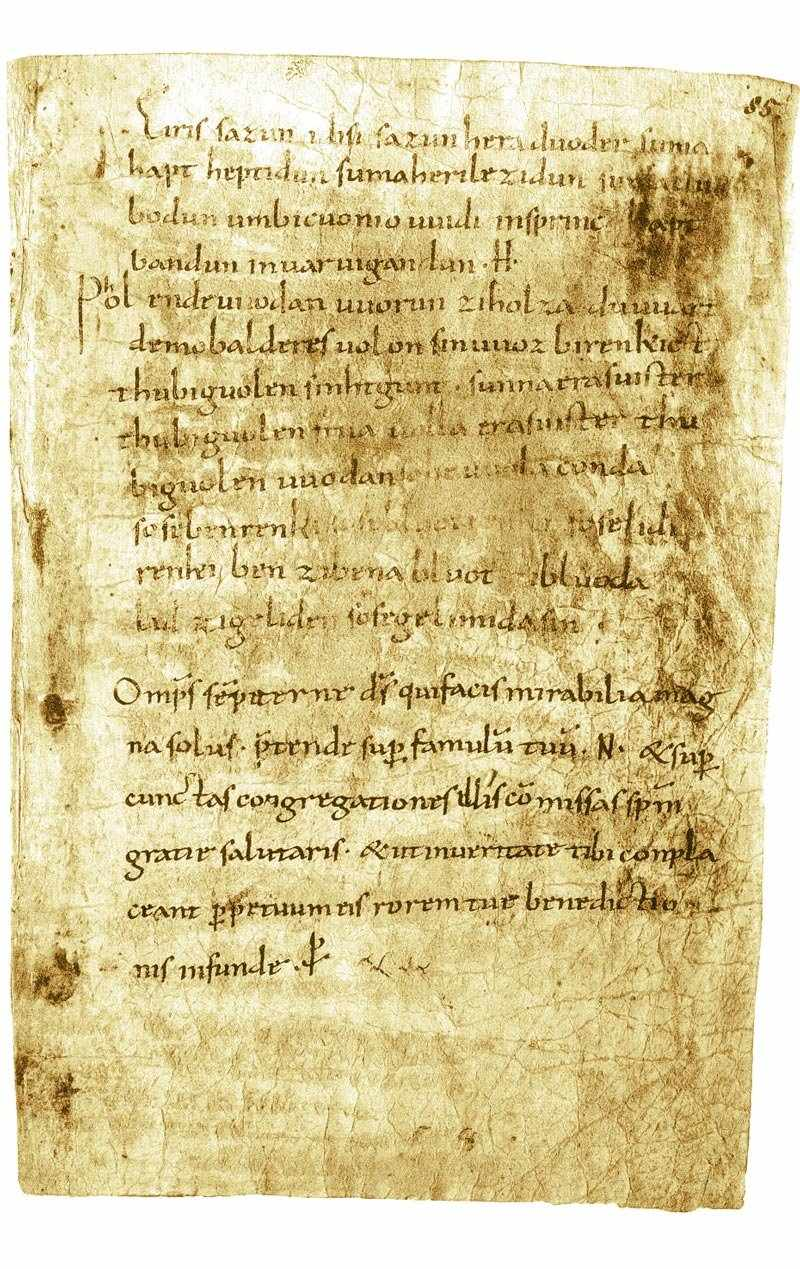
Manoscritto degli Incantesimi di Merseburgo

Gli incantesimi di Merseburgo (in tedesco Merseburger Zaubersprüche) sono due incantesimi di epoca medievale, scritti in alto tedesco antico.
Furono scoperti nel 1841 da Georg Waitz nella biblioteca della cattedrale di Merseburgo all'interno di un manoscritto teologico proveniente dalla città di Fulda, scritto nel IX secolo.

## Storia
Gli incantesimi di Merseburgo sono le uniche testimonianze sopravvissute della poesia pagana precristiana della letteratura dell'alto tedesco antico. Essi furono trascritti nel X secolo da un chierico, forse nell'abbazia di Fulda, su una pagina bianca di un libro liturgico, che in seguito passò alla biblioteca di Merseburgo. In epoca moderna gli incantesimi divennero famosi grazie alla pubblicazione di Jacob Grimm.

## Testo

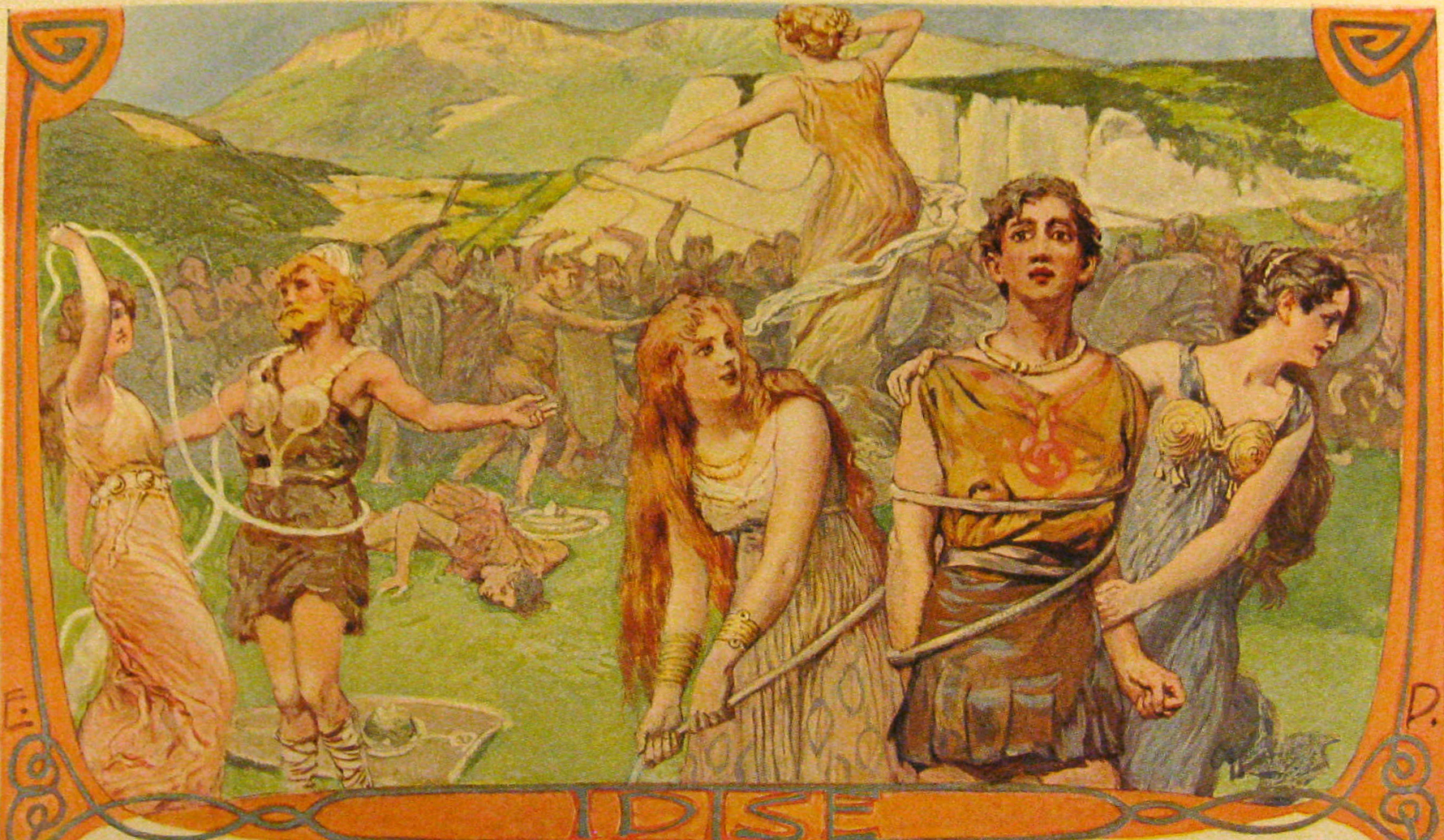
Idise. Illustrazione di Emil Doepler 1905

Il primo incantesimo è un "Lösesegen" (benedizione del rilascio), che descrive come un certo numero di "Idisen" liberarono dalle loro catene i guerrieri catturati durante la battaglia. Le ultime due righe contengono le parole magiche "Salta dai ceppi, fuggi dai nemici" che hanno lo scopo di liberare i guerrieri.

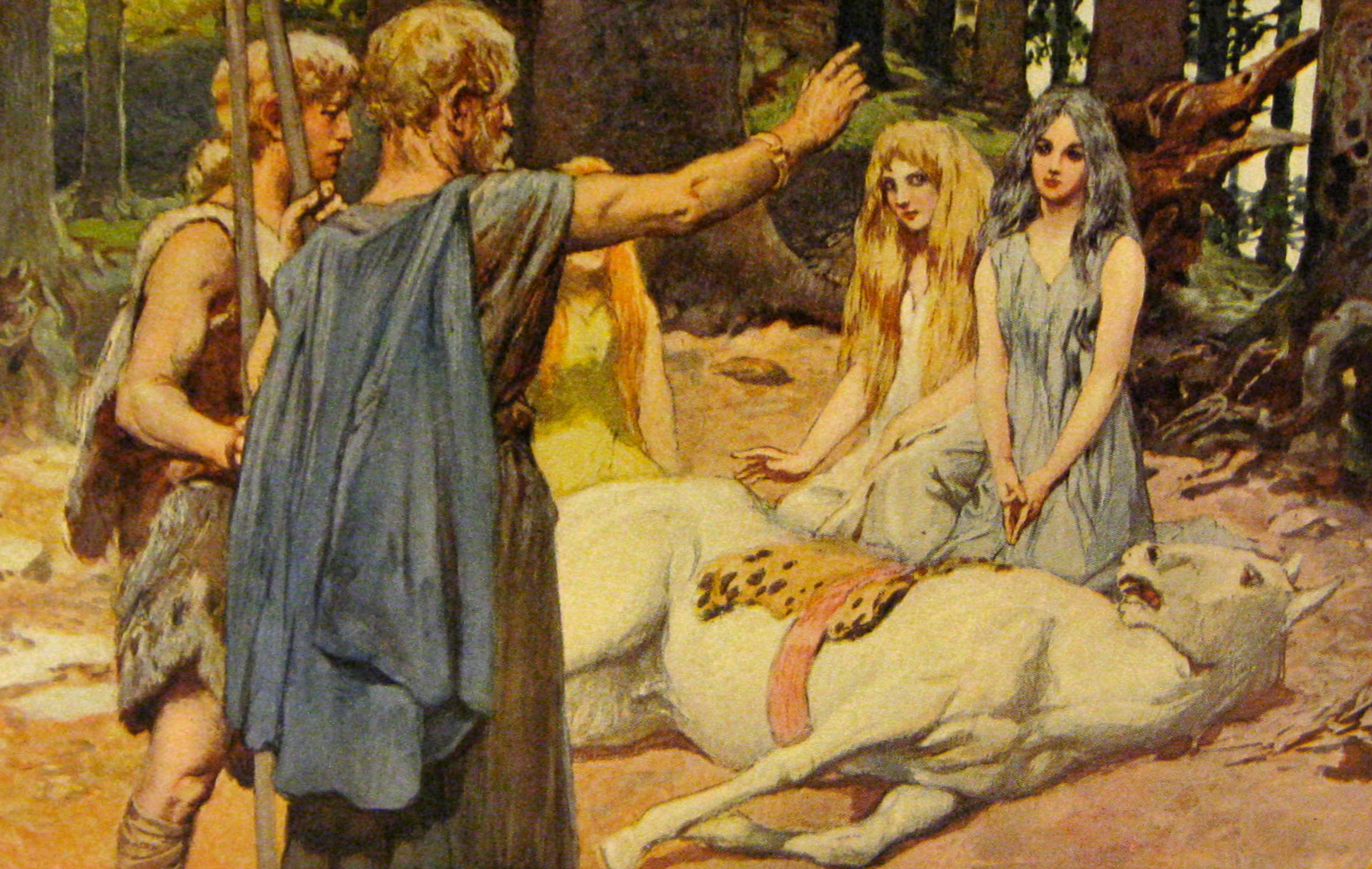
Wodan guarisce il cavallo. Illustrazione di Emil Doepler 1905

Il secondo è un incantesimo curativo (cfr. Benedizione) per il piede di un cavallo ferito o lussato.
"Osso con osso, / sangue con sangue, / articolazione con articolazione / come se fossero incollati."
Phol è con Wodan quando il cavallo si sloga il piede mentre sta cavalcando attraverso la foresta.